# Friedrich August von Stägemann
Friedrich August von Stägemann (né le 7 novembre 1763 à Vierraden - décédé le 17 décembre 1840 à Berlin) est un homme politique prussien.
Stägemann a été un des collaborateurs aux réformes prussiennes.

## Biographie
Staegemann est issu d'une famille de prédicateurs et d'enseignants. Il perd ses parents et est confié à l'orphelinat Schindler à Berlin par des proches à l'âge de dix ans.